# Frank R. McKelvy
Frank R. McKelvy (* 24. Januar 1914 in Pennsylvania; † 18. Februar 1980 in Los Angeles, Kalifornien) war ein US-amerikanischer Szenenbildner, der sieben Mal für den Oscar für das beste Szenenbild nominiert war.

## Leben
McKelvy begann seine Laufbahn als Szenenbildner in der Filmwirtschaft Hollywoods 1947 bei dem Filmdrama Rauhe Ernte (Originaltitel: Wild Harvest) von Tay Garnett mit Alan Ladd, Dorothy Lamour und Robert Preston und wirkte im Laufe seiner Karriere an der Ausstattung von 65 Filmen und Fernsehserien mit.
Bei der Oscarverleihung 1957 war er zusammen mit Hal Pereira, A. Earl Hedrick und Sam Comer erstmals für den Oscar für das beste Szenenbild nominiert, und zwar für den Schwarzweißfilm Auch Helden können weinen (The Proud and Profane, 1956) von George Seaton mit William Holden, Deborah Kerr und Thelma Ritter. 1959 wurde er mit Hal Pereira, Henry Bumstead und Sam Comer für das Szenenbild in dem von Alfred Hitchcock mit James Stewart, Kim Novak und Barbara Bel Geddes inszenierten Spielfilm Vertigo – Aus dem Reich der Toten (Vertigo, 1958) für einen Oscar nominiert.
Seine nächste Nominierung für den Oscar für das beste Szenenbild in einem Farbfilm erfolgte 1960 gemeinsam mit William A. Horning, Robert F. Boyle, Merrill Pye und Henry Grace für den ebenfalls von Alfred Hitchcock inszenierten Spielfilm Der unsichtbare Dritte (North by Northwest, 1959) mit Cary Grant, Eva Marie Saint und James Mason in den Hauptrollen. Bei der Oscarverleihung 1963 war er mit Hal Pereira, Roland Anderson sowie Sam Comer erneut für den Oscar für das beste Szenenbildung in einem Schwarzweißfilm nominiert: Diesmal für die Filmkomödie Es begann in Rom (The Pigeon That Took Rome, 1962) von Regisseur Melville Shavelson mit den Hauptdarstellern Charlton Heston, Elsa Martinelli und Harry Guardino.
Eine weitere Nominierung für den Oscar für das beste Szenenbild folgte 1970 mit Harry Horner für das unter der Regie von Sydney Pollack entstandene Filmdrama Nur Pferden gibt man den Gnadenschuß (They Shoot Horses, Don’t They?, 1969), in dem Jane Fonda, Michael Sarrazin und Susannah York die Hauptrollen spielten. Bei der Oscarverleihung 1975 war McKelvy mit Alexander Golitzen und E. Preston Ames für das Szenenbild in dem Katastrophenfilm Erdbeben (Earthquake, 1974) von Mark Robson mit Charlton Heston, Ava Gardner und George Kennedy nominiert.
Seine siebte und letzte Nominierung für einen Oscar für das beste Szenenbild erhielt McKelvy schließlich mit Edward C. Carfagno bei der Oscarverleihung 1976, und zwar für den von Robert Wise inszenierten Katastrophenfilm Die Hindenburg (The Hindenburg, 1975), in dem George C. Scott, Anne Bancroft und William Atherton die Hauptrollen übernahmen.

## Filmografie (Auswahl)
- 1947: Rauhe Ernte (Wild Harvest)
- 1956: Auch Helden können weinen (The Proud and Profane)
- 1958: Vertigo – Aus dem Reich der Toten (Vertigo)
- 1959: Der unsichtbare Dritte (North by Northwest)
- 1962: Es begann in Rom (The Pigeon That Took Rome)
- 1966: Vierzig Draufgänger (Follow Me, Boys!)
- 1969: Nur Pferden gibt man den Gnadenschuß (They Shoot Horses, Don’t They?)
- 1971: Cowboy John – Der letzte Held im Wilden Westen (Scandalous John)
- 1974: Erdbeben (Earthquake)
- 1975: Die Hindenburg (The Hindenburg)
- 1977: Der tolle Käfer in der Rallye Monte Carlo (Herbie Goes to Monte Carlo)
- 1979: Das schwarze Loch (The Black Hole)